# Létricourt
 Létricourt  es una población y comuna francesa, en la región de Lorena, departamento de Meurthe y Mosela, en el distrito de Nancy y cantón de Nomeny, fronteriza con Alemania entre 1871 y 1914.

## Demografía
| 175 | 164 | 151 | 140 | 154 | 179 |
| Para los censos de 1962 a 1999 la población legal corresponde a la población sin duplicidades (Fuente: INSEE [Consultar]) |     |     |     |     |     |